# 把无产阶级文化大革命进行到底
《把无产阶级文化大革命进行到底》，也称1967年元旦社论，是1967年1月1日《人民日报》、《红旗》杂志共同发布的社论。

## 概述
1967年的首日，《人民日报》、《红旗》杂志共同发表题为《把无产阶级文化大革命进行到底》的社论。社论写道：“1967年，将是全国全面展开阶级斗争的一年。1967年，将是无产阶级联合其他革命群众，向党内一小撮走资本主义道路的当权派和社会上的牛鬼蛇神，展开总攻击的一年。1967年，将是更加深入地批判资产阶级反动路线，清除它的影响的一年。1967年，将是一斗、二批、三改取得决定性的胜利的一年。” 社论最后号召在伟大的毛泽东思想旗帜下展开全国全面的阶级斗争。
社论是根据1966年12月26日毛泽东七十三岁寿辰家宴谈话的精神写成的，并经毛泽东审阅批准。